# Prostitución en Nueva Zelanda

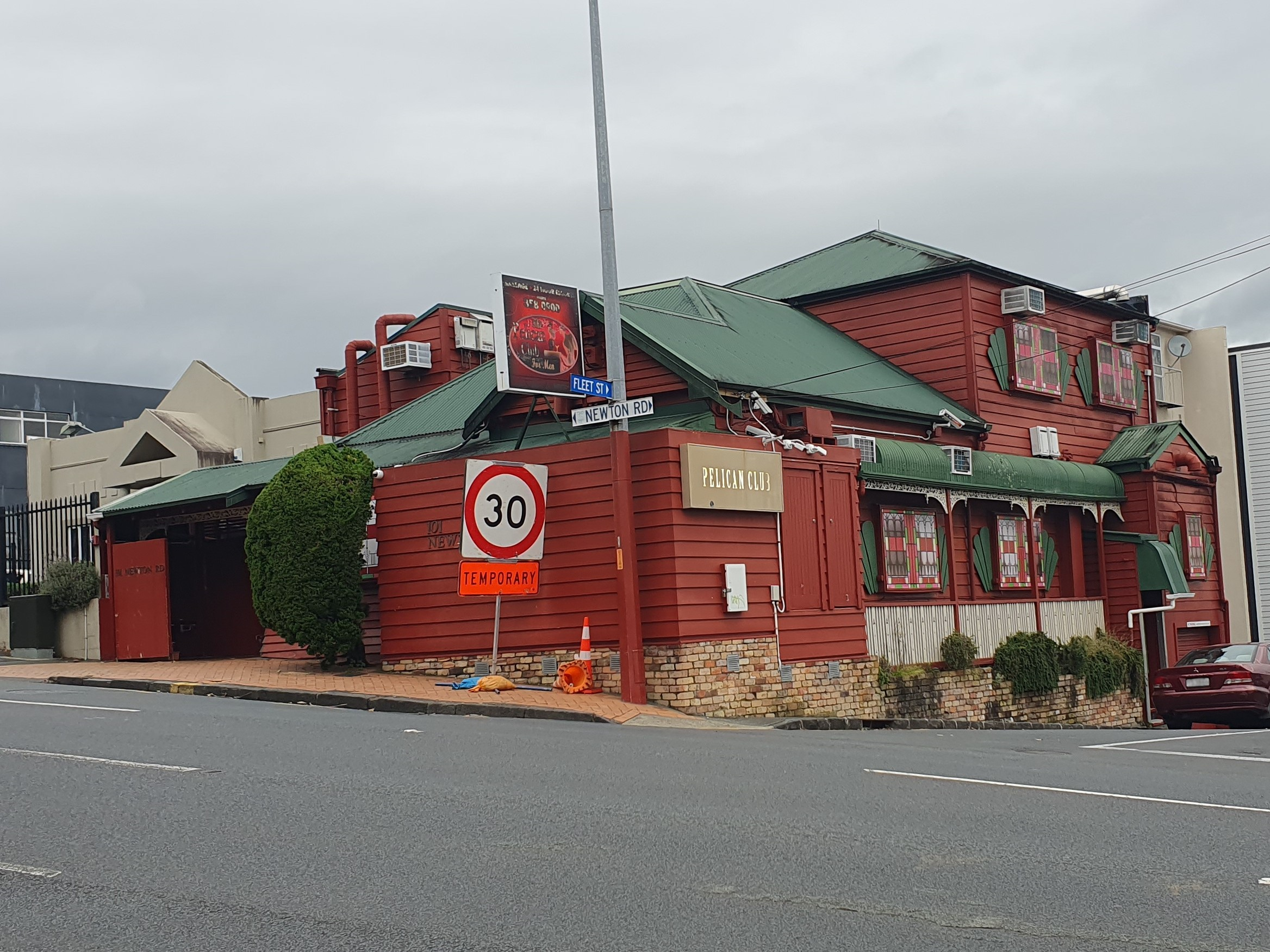
The Pelican Club, un salón de masajes / agencia de acompañantes en Newton, Auckland

La prostitución en Nueva Zelanda, la gestión de burdeles, vivir de las ganancias derivadas de la prostitución de otra persona y la prostitución callejera son actividades legales en Nueva Zelanda, situación que se ha mantenido desde la implementación de la Ley de Reforma de la Prostitución en 2003 («Prostitution Reform Act»). En este marco legal, la coerción hacia las trabajadoras sexuales es considerada ilegal. La despenalización de burdeles, agencias de acompañantes y la prostitución callejera, junto con la adopción de un modelo regulatorio mínimo en 2003, ha suscitado interés a nivel mundial. Actualmente, las leyes de prostitución de Nueva Zelanda son reconocidas como unas de las más liberales en el mundo.

## Historia

### Antes de 2003
Durante el período inicial de contacto entre los indígenas maoríes y los marineros europeos y estadounidenses en Nueva Zelanda se registraron los primeros ejemplos de intercambio de sexo por bienes o posesiones de valor.Además de alimentos, agua y madera, el sexo se contaba entre los principales productos intercambiados por bienes europeos en esta fase histórica.
En el siglo XIX, la prostitución fue etiquetada como un «Mal Social». Al igual que otras colonias británicas, Nueva Zelanda heredó tanto la legislación como la jurisprudencia del Reino Unido. Por ejemplo, la Ley de Vagancia del Reino Unido de 1824 («Vacrancy Act») estuvo en vigor hasta que Nueva Zelanda promulgó su propia ley (1866-1884). Además, Nueva Zelanda estuvo entre las colonias obligadas por las autoridades británicas a implementar leyes reguladoras de enfermedades contagiosas. La ley neozelandesa estuvo en vigor desde 1869 hasta 1910.
En la segunda mitad del siglo XX, la legislación vinculada a la prostitución experimentó diversos cambios. Entre ellos, se promulgó una ley que permitía la práctica del comercio sexual en espacios cerrados. Las trabajadoras sexuales anunciaban sus servicios utilizando términos como «acompañantes», mientras que los burdeles se presentaban como «salones de masaje». Aquellas que trabajaban en estos salones estaban obligadas a registrarse ante las autoridades policiales. Hacia mediados de la década de 1990, la policía amplió este requisito de registro a otras trabajadoras en locales de algunas regiones del país. En el año 2000 se realizaron modificaciones a la ley para criminalizar tanto a los clientes como a los gestores, cuando las trabajadoras tenían menos de 18 años (siendo la edad de consentimiento sexual de 16 años). Aunque estas personas menores de 18 años continuaban siendo consideradas infractoras, este enfoque cambió en 2003.
La policía, de manera proactiva, se acercó a los medios de comunicación para alertar sobre la posibilidad de estar «ayudando y alentando» a las trabajadoras sexuales a cometer delitos, como la gestión de burdeles, entre otros. También se recordó a los medios la importancia de exigir la documentación de registro antes de aceptar publicidad relacionada con estas actividades.

### Ley de reforma de la prostitución de 2003 («Prostitution Reform Act»)
Con el regreso al poder del Partido Laborista (1999-2008), Tim Barnett (Partido Laborista, Christchurch Central 1996-2008) asumió la responsabilidad de presentar el proyecto de ley para despenalizar la prostitución.Este proyecto de ley fue aprobado por un estrecho margen en el parlamento, con 60 votos a favor, 59 en contra y 1 abstención de los 120 miembros totales. El resultado sorprendió, ya que la mayoría de los expertos anticipaban el fracaso del proyecto de ley.
Se instauró una distinción entre prostitución voluntaria e involuntaria. Sigue constituyendo un delito obligar a alguien a proporcionar servicios sexuales. Se prohíbe el trabajo sexual para aquellos que tengan permisos de residencia temporales, y se veta la inmigración y la inversión en la industria del trabajo sexual. Se reconoce la existencia de contratos entre proveedores y clientes, y los proveedores tienen el derecho de rechazar servicios. En caso de disputas contractuales, estas pueden ser remitidas al Tribunal de Disputas («Disputes Tribunal»). Adicionalmente, la ley despenalizó la prostitución callejera, vivir de los ingresos de la prostitución de otra persona y la gestión de burdeles.

## Hoy

### Prostitución callejera
La prostitución callejera sigue siendo un tema central en los debates debido a su alta visibilidad. Por ejemplo, las trabajadoras sexuales a menudo se congregan en áreas como Karangahape Road y Hunter's Corner en Auckland, las calles Cuba, Vivian o Marion en Wellington y Manchester Street en Christchurch, entre otros lugares.
A pesar de que es ilegal discriminar a las personas por su identidad de género en Nueva Zelanda, la comunidad transgénero frecuentemente observa que muchos de sus miembros más jóvenes recurren al trabajo sexual para lograr manutención y alojamiento. Como resultado, tienen importante presencia en la prostitución callejera.

### Burdeles y agencias de acompañantes
Muchas trabajadoras sexuales encuentran empleo en burdeles o agencias de acompañantes. En los burdeles, los clientes visitan el establecimiento, que puede ubicarse en una zona comercial y ser bastante evidente, a veces adyacente a un club de striptease, o de manera más discreta en una zona residencial. Por otro lado, las agencias de acompañantes reciben llamadas telefónicas de los clientes y coordinan que las trabajadoras acudan a sus domicilios o incluso a un hotel. Normalmente, el establecimiento cobra a la trabajadora una tarifa por jornada y también retiene un porcentaje fijo de la tarifa del cliente. Sin embargo, tanto los burdeles como las agencias de acompañantes generalmente se consideran más ventajosos que la prostitución callejera, ya que su entorno parece ser más seguro. Estos espacios se promocionan a través de diversos medios, incluyendo vallas publicitarias, Internet, anuncios de televisión nocturnos y, especialmente, anuncios en periódicos.
Las trabajadoras sexuales que buscan independencia a menudo establecen burdeles o agencias de pequeña escala, típicamente llevadas por una o dos personas, y en muchos casos, ubicadas en sus propios domicilios. Legalmente, se les clasifica como «small owner operated brothels» (SOOB), o pequeños burdeles gestionados por el propietario, en español. Estos negocios suelen depender de anuncios clasificados en periódicos o de publicidad en Internet.
La ubicación de estos burdeles en áreas residenciales ha sido un tema constante de disputa. Una encuesta realizada en marzo de 2011 indicó que el 66 % de la población respaldaría la prohibición de burdeles en zonas residenciales. Además, la misma encuesta reflejó un 50 % de apoyo para la prohibición de la prostitución callejera.

### Prostitución y menores
La prostitución de menores es ilegal en Nueva Zelanda. La Ley de Reforma de la Prostitución de 2003  («Prostitution Reform Act») establece que es ilegal que una persona menor de 18 años sea trabajadora sexual. Sin embargo, es ilegal que cualquier otra persona obtenga beneficios de ellas en esta situación, o que ayude, facilite o anime a proporcionar servicios sexuales comerciales a cualquier persona menor de edad. También es ilegal que cualquier persona compre servicios sexuales a una persona menor de 18 años.
No parece existir ninguna ley que prohíba que una persona menor de 18 años sea cliente de una trabajadora sexual, por lo que la edad legal para este aspecto es presumiblemente de 16 años, la edad legal de consentimiento en Nueva Zelanda.

## Apoyo y servicios para trabajadores sexuales
El New Zealand Prostitutes' Collective (NZPC), o Colectivo de Prostitutas de Nueva Zelanda en español, es una organización que apoya los derechos de las trabajadoras sexuales y las educa sobre cómo minimizar los riesgos de su trabajo. Fue fundada en 1987 por Catherine Healy, entre otros, y recibió financiamiento del Ministerio de Salud en 1988. La organización desempeñó un papel importante en la despenalización de la prostitución.[cita requerida]